# Disporella bullata
Disporella bullata är en mossdjursart som först beskrevs av William MacGillivray 1887.  Disporella bullata ingår i släktet Disporella och familjen Lichenoporidae. Inga underarter finns listade i Catalogue of Life.